# Zdeněk Smělík
Zdeněk Smělík (* 10. prosince 1936) byl český a československý politik za Moravské občanské hnutí, po sametové revoluci poslanec České národní rady a Sněmovny lidu Federálního shromáždění.

## Biografie
Po sametové revoluci byl aktivní v moravistické politické formaci Moravské občanské hnutí (MOH). Ta v následných prvních svobodných volbách (na rozdíl od konkurenční moravistické strany Hnutí za samosprávnou demokracii - Společnost pro Moravu a Slezsko) nekandidovala samostatně, ale v koalici s KDU-ČSL. Aliance ovšem nebyla pro MOH úspěšná. Zdeněk Smělík se stal jediným jeho kandidátem, který byl ve volbách roku 1990 zvolen na kandidátní listině KDU-ČSL do České národní rady.
V létě roku 1990 po neúspěchu ve volbách pak Smělík působil v přípravném výboru Moravské národní strany, ale ve volbách roku 1992 byl zvolen (opět za MOH na kandidátní listině KDU-ČSL) do Sněmovny lidu Federálního shromáždění (volební obvod Jihomoravský kraj). Ve Federálním shromáždění setrval do zániku Československa v prosinci 1992. V roce 1993 se uvádí jako člen KDU-ČSL.

### Po skončení poslaneckého mandátu
Poté, co mu skončil mandát poslance Federálního shromáždění, byl mezi prvními členy kolegia Nejvyššího kontrolního úřadu. Členem kolegia se stal 15. července 1993, funkci vykonával do 10. prosince 2001, kdy dovršil 65 let života.
Angažuje se v organizaci Slovácký krůžek v Brně. Je rovněž aktivní v Akademickém pěveckém sboru Moravan, kde zastává funkci místopředsedy.